# PilotStudio
PilotStudio is een zelfstandige Nederlandse productiemaatschappij, opgericht is door Ewart van der Horst, gespecialiseerd in het produceren van televisieprogramma's. Naast het produceren van televisieprogramma's geeft PilotStudio ook enkele on- en offline media uit en organiseert het evenementen.

## Naam
PilotStudio heeft zijn naam te danken aan het feit dat het bedrijf aan de Amsterdamse Pilotenstraat gevestigd is. Eigenaar Van der Horst liet in een interview met 'Nederlands Media Nieuws' weten dat de naam achteraf gezien onhandig gekozen was. Zo zou de naam de indruk wekken dat producties 'een pilot' zijn.

## Producties
PilotStudio is producent van de volgende televisieprogramma's:
- Beau (2020–2025)
- Beste Kijkers
- Binnen bij het Boekenbal
- Brandpunt+: Eva Jinek meets Hillary Clinton
- De Casting Kantine (2021)
- De Meesterwerken
- De Nieuwe Lekkerbek
- De Nieuwsquiz 2023[1]
- De Stelling van Nederland
- Dwarse Denkers
- Hoe heurt het eigenlijk?
- Holland-België
- Humberto (2021–2025)
- Iedereen een Kunstenaar
- Jaïr in Goed Gezelschap
- Je mist meer dan je ziet
- Jinek (2013–2023)
- Jinek & RTL Nieuws: De Strijd om de Kiezer (2021)
- Kelder & Klöpping
- Ladies Night
- Minister van Gehandicaptenzaken
- Pauw & Jinek: De Verkiezingen
- Quickest Quiz
- Renze (2022–2025)
- RTL Exclusief (2020–heden)
- RTL GP Magazine
- Sparta: Achter de Poorten van het Kasteel
- Van oud geld, de dingen, die niet voorbij gaan
- WIA 4
- 50 jaar Turks Fruit

Online en tijdschriften:
- Amayzine (tijdschrift)
- Falder (online)
- FavorFlav (online)
- Franska (online)

 Evenementen:
- Avond van de Jazzmuziek
- De Avond van de Filmmuziek
- FavorFlavor Top100 Food Influencers List
- Het Beste van Trijntje Oosterhuis
- Het Grote Songfestivalfeest
- Jumbo Ladies GT Race
- Look of the Year Award
- The House of Amayzine